# Citronella vitiensis
Citronella vitiensis là một loài thực vật có hoa trong họ Cardiopteridaceae. Loài này được R.A.Howard mô tả khoa học đầu tiên năm 1942.